# (33436) 1999 FZ6
(33436) 1999 FZ6 est un astéroïde de la ceinture principale d'astéroïdes découvert en 1999.

## Description
(33436) 1999 FZ6 a été découvert le 20 mars 1999 au Centre de recherches en géodynamique et astrométrie (CERGA), à Caussols en France, par le projet scientifique européen OCA-DLR Asteroid Survey (ODAS).

### Caractéristiques orbitales
L'orbite de cet astéroïde est caractérisée par un demi-grand axe de 2,75 ua, un périhélie de 2,35 ua, une excentricité de 0,15 et une inclinaison de 8,93° par rapport à l'écliptique. Du fait de ces caractéristiques, à savoir un demi-grand axe compris entre 2 et 3,2 ua et un périhélie supérieur à 1,666 ua, il est classé, selon la JPL Small-Body Database, comme objet de la ceinture principale d'astéroïdes.

### Caractéristiques physiques
(33436) 1999 FZ6 a une magnitude absolue (H) de 14,0 et un albédo estimé à 0,252.